# SCR 1845-6357
SCR 1845-6357 – gwiazda położona w gwiazdozbiorze Pawia, w odległości ok. 13 lat świetlnych od Słońca. Jest to układ podwójny, który tworzy czerwony karzeł SCR 1845-6357 A i brązowy karzeł SCR 1845-6357 B.

## Charakterystyka fizyczna
SCR 1845-6357 jest układem podwójnym, w którym głównym składnikiem jest chłodny czerwony karzeł o bardzo małej jasności. Należy on do typu widmowego M8,5 V, a jego masa wynosi 0,07 masy Słońca.
Gwiazda ta posiada towarzysza – brązowego karła oznaczonego SCR 1845-6357 B, który okrąża główny składnik w średniej odległości 4,5 au. Jego masa jest oceniana na 45 ± 20 mas Jowisza, a temperatura powierzchni na 950 K.